# Thismia gardneriana
Thismia gardneriana là một loài thực vật có hoa trong họ Burmanniaceae. Loài này được Hook.f. ex Thwaites miêu tả khoa học đầu tiên năm 1864.